# ريد أوينز (لاعب كرة قاعدة)
ريد أوينز (بالإنجليزية: Red Owens)‏ هو لاعب كرة قاعدة أمريكي، ولد في 1 نوفمبر 1874 في بوتسفيل في الولايات المتحدة، وتوفي في 20 أغسطس 1952 في هاريسبرج في الولايات المتحدة.

## وصلات خارجية
- ريد أوينز على موقعبيزبول رفرنس.كوم (الدوري الرئيسي) (الإنجليزية)
- ريد أوينز على موقعبيزبول رفرنس.كوم (الدوري الثانوي) (الإنجليزية)